# Благой Колев
 Тази статия е за българския икономист.  За северномакедонския архитект вижте Благой Колев (архитект).  
Благой Тодоров Колев е български социолог и преподавател в Университета за национално и световно стопанство към катедра „Икономическа социология“ на Общоикономическия факултет.

## Биография
Висшето си образование завършва във ВИИ „Карл Маркс“ в периода (1968 – 1972) в специалност „Политическа икономия“ с профил „Икономическа социология“. Става последователно асистент, старши асистент и главен асистент съответно през 1972, 1975 и 1978 г. Докторската си степен получава през 1977 г. с дисертация на тема „Ролята на социалната функция на производствения колектив в утвърждаването на социалистическия начин на живот“. През 1984 г. е доцент, а професор е от 2003 г. Водил е учебни курсове по политическа икономия, социология на управлението и власт в икономическите организации. Понастоящем преподава икономическа култура и икономическа социология в Университета за национално и световно стопанство, където също е и омбудсман.
Научните му интереси са в областта на икономическите социология и култура, стратификацията и маргинализацията на обществото, властта в икономическите организации и маркетинговите и социологическите изследвания. Има над 130 публикации в страната и чужбина. Владее руски, сръбско-хърватски и английски език. Член е на Съюза на икономистите в България, Българската социологическа асоциация и Фонд „Научни изследвания“ към МОМН.
Почива на 01.10.2021 г. https://www.unwe.bg/bg/structure/render/606